# Centaurea sophiae
Centaurea sophiae — вид квіткових рослин родини айстрових (Asteraceae). Ареал: європейська Росія.